# Angé
Angé é uma comuna francesa na região administrativa do Centro, no departamento Loir-et-Cher. Estende-se por uma área de 17,47 km². Em 2010 a comuna tinha 874 habitantes (densidade: 50 hab./km²).